# Вечита пловидба
Вечита пловидба је трећи компилацијски албум српског рок бенда Галија.

## Списак песама
На албуму се налазе следеће песме:

## Чланови групе
- Ненад Милосављевић
- Предраг Милосављевић
- Жан Жак Роскам
- Бата Златковић
- Душан Караџић
- Бобан Павловић
- Зоран Радосављевић
- Предраг Милановић